# ЭкзоМарс
«ЭкзоМарс» (англ. ExoMars) — совместная астробиологическая программа Европейского космического агентства (ЕКА) и госкорпорации «Роскосмос» по исследованию Марса, основной целью которой был поиск жизни на Марсе или следов её существования в прошлом.
По программе был осуществлён запуск автоматической межпланетной станции (АМС) «ЭкзоМарс-2016» и планировался запуск АМС «ЭкзоМарс-2022».
«ЭкзоМарс-2016» состоял из орбитального («Трейс Гас Орбитер») и спускаемого («Скиапарелли») аппаратов.
«ЭкзоМарс-2022» должен был состоять из перелётного модуля, спускаемого аппарата (десантного модуля), а также переходника с системой отделения спускаемого аппарата от перелётного модуля. Спускаемый аппарат обеспечивал бы понижение скорости посадочной платформы с установленным на ней марсоходом путём последовательного использования аэродинамического торможения и парашютов.
Первый космический аппарат был запущен 14 марта 2016 года ракетой-носителем «Протон-М» c космодрома Байконур. 19 октября 2016 года «Трейс Гас Орбитер» успешно вышел на орбиту спутника планеты, тогда как «Скиапарелли» разбился при попытке посадки на плато Меридиана.
17 марта 2022 года ЕКА приостановило, а 12 июля прекратило реализацию программы, в связи с вторжением России на Украину в рамках российско-украинской войны. Позже руководство ЕКА пришло к выводу, что перезапуск программы ранее 2028 года маловероятен.
По состоянию на апрель 2024 года запуск был намечен на октябрь — ноябрь 2028 года.
По состоянию на март 2025 года запуск намечен на 2030 год, выбран новый подрядчик вместо Роскосмоса.

## История программы
Изначально разрабатываемая только ЕКА, миссия первоначально совмещала в себе марсоход и неподвижную станцию на поверхности. Их и планировалось запустить в 2011 году на борту ракеты-носителя «Союз-ФГ», используя разгонный блок «Фрегат».
Однако в рамках нового проекта совместного освоения Марса, подписанного ЕКА и НАСА в июле 2009 года, эта программа была приостановлена, и миссия «ЭкзоМарс» вскоре была объединена с другими проектами. В соответствии с этими изменениями, программа «ЭкзоМарс» разделилась на два запуска с помощью ракеты-носителя «Атлас-5»: в 2016 году планировался запуск «Марсианского научного орбитального аппарата» (МНОА), который был включен в проект, а также неподвижной метеорологической станции, а в 2018 году предполагалось запустить марсоход «ЭкзоМарс» ЕКА вместе с меньшим марсоходом «MAX-C» НАСА. Однако в 2011 году проект MAX-C был отменён, а проект «ЭкзоМарс» заморожен для пересмотра.
С момента своего начала существования в начале 2000-х годов «ЭкзоМарс» подвергается значительной политической и финансовой борьбе. Первоначально концепция «ЭкзоМарса» состояла из одного, большого марсохода, бывшего частью программы ЕКА «Аврора» в роли основы миссии, и была утверждена космическими министерствами Европы в декабре 2005 года. Изначально планирующая запустить аппарат в 2011 году, Италия, ведущая страна Европы в миссии «ЭкзоМарс», решила ограничить свой финансовый вклад в проект, в результате чего произошла первая из трех задержек запуска.
В 2007 году канадская технологическая фирма «МакДональд, Деттвилер и партнёры» объявила, что является компанией, выигравшей контракт вместе с «ЕАОК Астриум» в Великобритании на сумму один миллион евро для проектирования и постройки прототипа шасси марсохода для Европейского космического агентства, которое будет использоваться в предстоящей миссии «ЭкзоМарс». «Астриум» также заключил контракт с ЕКА на проектирование марсохода.
В июле 2009 года ЕКА и НАСА договорились о новой совместной программе освоения Марса, существенно изменив техническую и финансовую поддержку «ЭкзоМарса». 19 июня, когда марсоход был все ещё нужен для того, чтобы осуществить контрейлерные перевозки на МНОА, было сообщено, что соглашение потребует «ЭкзоМарсу» избавиться от некоторого веса, чтобы соответствовать установленной норме на борту ракеты-носителя «Атлас» вместе с МНОА.
В августе 2009 года было объявлено, что Российское космическое агентство («Роскосмос») и ЕКА подписали соглашение о сотрудничестве, которое включает в себя совместную деятельность в двух проектах по исследованию Марса: российском «Фобос-грунт» и европейском «ЭкзоМарс». Россия обеспечит ЕКА резервной пусковой установкой и ракетой «Протон-М» для марсохода «ЭкзоМарс», который в свою очередь будет включать части российского производства.
В октябре того же года было сообщено, что в соответствии с новой согласованной программой НАСА и ЕКА по исследованию Марса, миссия будет разделена на две части, каждая из которых имеет важное значение для НАСА: неподвижная станция на поверхности Марса + «Марсианский научный орбитальный аппарат», запуск которых пройдет в 2016 году, и марсоходы в 2018 году. Эта инициатива, по-видимому, установит равновесие между научными целями и имеющимся бюджетом. Для запуска будут использоваться ракеты-носители «Атлас-5».
17 декабря 2009 года руководство ЕКА дало окончательное согласие на осуществление программы по исследованию Марса, которая будет проводиться с НАСА, подтвердив своё намерение потратить 850 млн € (1,23 млрд $) на миссии в 2016 году и 2018 году. Другие 150 млн €, необходимые для работы миссии, будут запрошены в ходе заседания правительства ЕКА в конце 2011 или начале 2012 года. В отличие от некоторых программ ЕКА, финансирование «ЭкзоМарса» не будет включать в себя 20 % запаса на перерасход бюджетных средств.
7 февраля 2012 года Национальное управление США по аэронавтике и исследованию космического пространства (НАСА) официально вышло из программы «ЭкзоМарс» из-за недостатка финансирования. Таким образом, американская сторона не сможет предоставить ЕКА свою ракету-носитель «Атлас».
6 апреля 2012 года «Роскосмос» и Европейское космическое агентство (ESA) договорились о совместной реализации проекта ExoMars.
В конце декабря 2012 года «Роскосмос» заключил контракты с ИКИ РАН на разработку российских научных приборов для проекта. 14 марта 2013 года в Париже главой «Роскосмоса» Владимиром Поповкиным и главой ESA Жан-Жаком Дорденом был подписан официальный договор о проведении совместной межпланетной программы.

### Цели программы
Научные цели программы «ЭкзоМарс» в порядке очередности:
- Поиск возможных следов прошлой или настоящей жизни на Марсе;
- Характеристика водного и геохимического распределения на поверхности планеты;
- Изучение поверхности и окружающей среды на планете, выявление опасностей для будущих пилотируемых полётов на Марс;
- Исследование недр планеты, чтобы лучше понять эволюцию и возможность обитаемости Марса;
- По выполнении всех задач успешно закончить миссию возвращением на Землю.

Технологические цели:
- Осуществление посадки большегрузных аппаратов на поверхность Марса;
- Использование солнечной электроэнергии на Марсе;
- Использование буровой установки для взятия образцов марсианского грунта[34];
- Развитие исследований при помощи марсоходов.

## Вклад Европейского космического агентства и «Роскосмоса»
Согласно текущим планам, программа «ЭкзоМарс» состоит из двух космических аппаратов, основными компонентами которых являются спутник Марса — орбитальный аппарат и марсоход.
| Ответственная сторона                             | Первый запуск в 2016 г.                    | Второй запуск в 2022 г.      |
| ------------------------------------------------- | ------------------------------------------ | ---------------------------- |
|                                                   | Ракета-носитель: «Протон-М»                | Ракета-носитель: «Протон-М»  |
| Два научных прибора для орбитального аппарата TGO | Спускаемый аппарат с посадочной платформой |                              |
|                                                   | Научные приборы для марсохода              |                              |
|                                                   | Орбитальный аппарат TGO                    | Марсоход «Розалинд Франклин» |
| Демонстрационный десантный модуль «Скиапарелли»   |                                            | Марсоход «Розалинд Франклин» |

15 июня 2016 года, на заседании Совета ЕКА было достигнуто согласие относительно дальнейшего финансирования программы: четыре основных участника этой миссии — Великобритания, Германия, Италия и Франция — согласились вложить дополнительно €77 млн, чтобы промышленные компании этих стран смогли полноценно продолжить работу над программой «ЭкзоМарс». Речь идет о франко-итальянской Thales Alenia Space и франко-европейском концерне Airbus, а также других подрядчиках.

## Космический аппарат 2016

### Марсианский научный орбитальный аппарат
«Трейс Гас Орбитер» (TGO) обеспечит перелёт к Марсу спускаемого аппарата с автоматической марсианской станцией — модуля «Скиапарелли». Затем, после торможения и перехода на орбиту искусственного спутника, ТGO приступит к исследованию и выяснению природы различных газов в атмосфере Марса, особенно метана и водяного пара. Аппарат будет определять местоположение их источников на поверхности планеты и изменение пространственного распределения этих газов во времени. ТGO также поможет выбрать место для будущей посадки марсохода «ЭкзоМарс».
По прибытии марсохода в 2021 году орбитальный аппарат будет перевёден на нижнюю орбиту, где будет в состоянии выполнять аналитическую научную деятельность, а также действовать в качестве спутника-ретранслятора данных.
В январе 2013 года российские учёные из Института космических исследований РАН начали работать над научными приборами для TGO.

#### Приборы орбитального аппарата
На орбитальном аппарате установлены следующие приборы:
- NOMAD (Nadir and Occultation for MArs Discovery) — два инфракрасных и один ультрафиолетовый спектрометры.
- ACS (Atmospheric Chemistry Suite) — три инфракрасных спектрометра.
- CaSSIS (Colour and Stereo Surface Imaging System) — цветная камера высокого разрешения (4,5 м на пиксель).
- FREND (Fine Resolution Epithermal Neutron Detector) — детектор нейтронов для обнаружения воды в грунте.

### Модуль «Скиапарелли»
Спускаемый аппарат «Скиапарелли» был разработан ЕКА для испытания технологии посадки на Марс, измерения электрических полей на поверхности планеты и концентрации атмосферной пыли. Изначально также планировалась установка научных приборов под общим названием «полезная нагрузка Гумбольдта» для исследования внутреннего строения планеты, но в начале 2009 года этот проект был полностью отменён из-за недостаточного финансирования.
У «Скиапарелли» отсутствовал долговременный источник энергии: для электроснабжения научных приборов разработаны аккумуляторы, заряда которых хватило бы всего на 2-8 суток. Вкупе с небольшим пространством для расположения приборов, возможности аппарата с точки зрения исследований были ограничены.
«Скиапарелли» был запущен в космос вместе с TGO и при подлёте к Марсу должен был отделиться для самостоятельной посадки на плато Меридиана. Как и планировалось, 16 октября 2016 года «Скиапарелли» отделился от орбитального аппарата до его торможения и выхода на орбиту. 19 октября модуль вошёл в атмосферу Марса на скорости 21000 км/ч (5,83 км/с). Скорость снижалась путём последовательного использования аэродинамического торможения и парашюта. Полное торможение и мягкую посадку должны были провести ракетные двигатели с помощью навигационной и управляющей системы, учитывающей данные радара, измеряющего высоту над поверхностью и горизонтальную скорость относительно её. Однако двигатели проработали всего три секунды, что гораздо меньше необходимого, из-за чего «Скиапарелли» совершил свободное падение с высоты от двух до четырёх километров и разбился о поверхность на скорости более 300 км/ч.

#### Приборы спускаемого аппарата
На борту спускаемого модуля было установлено следующее оборудование:
- COMARS+ (Combined Aerothermal and Radiometer Sensors Instrument Package) — прибор для измерения давления, температуры и тепловых потоков на тыльной части кожуха «Скиапарелли» при аэродинамическом торможении и спуске под парашютом в атмосфере Марса.
- AMELIA (Atmospheric Mars Entry and Landing Investigations and Analysis) — датчики телеметрии и служебные системы. Предназначены для сбора данных от входа в атмосферу Марса до завершения посадки аппарата и их использовании для исследования атмосферы и поверхности Марса.
- DECA (Descent Camera) — телекамера для съёмки поверхности во время снижения «Скиапарелли» при посадке, а также получение данных о прозрачности атмосферы.
- DREAMS (Dust Characterisation, Risk Assessment, and Environment Analyser on the Martian Surface) — комплекс приборов для измерения параметров окружающей среды на поверхности Марса. Включает в себя приборы:

- MetWind — измерение скорости и направления ветра;
- DREAMS-H — датчик влажности;
- DREAMS-P — датчик давления;
- MarsTem — предназначен для измерения температуры вблизи поверхности Марса;
- SIS (Solar Irradiance Sensor) — прибор для измерения прозрачности атмосферы;
- MicroARES (Atmospheric Radiation and Electricity Sensor) — прибор для измерения электрических полей.

- INRRI (Instrument for landing — Roving Laser Retroreflector Investigations) — уголковый отражатель для определения местонахождения Скиапарелли с помощью лидара, расположенного на искусственном спутнике Марса.

### Ход полёта «ЭкзоМарса»
Запуск аппарата 2016 года произведён с площадки № 200 космодрома Байконур ракетой-носителем «Протон-М» с разгонным блоком «Бриз-М» 14 марта 2016 года в 12:31 МСК. Как и планировалось, состоялись четыре включения двигателей разгонного блока, переводящие космический аппарат на траекторию полёта к Марсу. В 23:13 МСК аппарат успешно отделился от «Бриз-М». Ночью 15 марта включились командные приборы аппарата и раскрылись солнечные батареи.
В ходе перелёта к Марсу были проведены три плановые коррекции траектории. Спустя семь месяцев полёта космический аппарат достиг ближайших окрестностей Марса, после чего произошло его разделение на «Трейс Гас Орбитер» и «Скиапарелли».
| Дата, время                | Событие | Состояние                         |
| -------------------------- | --- | --------------------------------- |
| 14 марта 2016 в 12:31 МСК  | Запуск КА («окно» 14-25 марта) | Успех                             |
| 14 марта 2016 в 23:13 МСК  | Отделение разгонного блока от КА | Успех                             |
| 15 марта 2016 в 00:28 МСК  | Передача управления Европейскому центру управления космическими полётами, раскрытие солнечных батарей, получение первого сигнала от аппарата наземной станцией ЕКА в Малинди | Успех                             |
| 5 и 6 апреля 2016 года     | Включение и проверка российских научных приборов на аппарате TGO | Успех                             |
| 7 апреля 2016              | КА сделал первый снимок случайного участка неба | Успех                             |
| 22 апреля 2016             | Плановая проверка работоспособности российского спектрометрического комплекса ACS                                                                                            | Успех                             |
| 13 июня 2016               | КА сфотографировал Марс с расстояния 41 млн км | Успех                             |
| 14-16 июня 2016            | Повторные проверки российского спектрометрического комплекса ACS для изучения химии атмосферы Марса                                                                          | Успех                             |
| 28 июля 2016               | Большая коррекция траектории, которая направила TGO к Марсу | Успех                             |
| 11 августа 2016            | Вторая плановая коррекция траектории космического аппарата российско-европейской миссии «ЭкзоМарс-2016».                                                                     | Успех                             |
| 14 октября 2016            | Третья плановая коррекция траектории космического аппарата российско-европейской миссии «ЭкзоМарс-2016»                                                                      | Успех                             |
| 16 октября 2016            | Отделение демонстрационного десантного модуля «Скиапарелли» | Успех                             |
| 19 октября 2016            | Посадка «Скиапарелли»; орбитальный аппарат TGO переходит на орбиту спутника Марса                                                                                            | TGO — успех, Скиапарелли — авария |
| 19, 23 и 27 января 2017    | Изменение наклонения орбиты TGO с 7° до 74° | Успех                             |
| март 2017— 20 февраля 2018 | Торможение TGO о верхние слои атмосферы | Успех                             |
| февраль-апрель 2018        | Корректировка орбиты до 400 км | Успех                             |
| 21 апреля 2018             | Начало выполнения научной программы TGO | Успех                             |
| январь 2021                | Начало функционирования TGO в качестве станции-ретранслятора для марсохода и автоматической марсианской станции                                                              | Ожидается                         |
| декабрь 2022               | Завершение полёта | Ожидается                         |

## Космический аппарат 2022
Второй этап проекта предусматривает доставку на Марс российской посадочной платформы с европейским марсоходом на борту.
Группа экспертов Tiger Team, включающая специалистов «Роскосмоса», ЕКА, российских и европейских промышленных подрядчиков, в конце 2015 года начала проработку возможных мер, позволяющих компенсировать задержки и предусмотреть резервный период в рамках графика предусматривающего запуск в 2018 году. Совместный управляющий совет «Роскосмос — ЕКА» по проекту «ЭкзоМарс» (JESB) 2 мая 2016 года решил, учитывая задержки при выполнении работ европейскими и российскими промышленными подрядчиками и при осуществлении взаимных поставок научных приборов, перенести запуск на следующее пусковое окно — июль 2020 года. 12 марта 2020 года запуск был перенесён на 2022 год поскольку необходимо провести дополнительные испытания космического аппарата с доработанным оборудованием и с окончательной версией программного обеспечения.
Перелётный модуль, разработанный ЕКА, обеспечит полёт к Марсу. Спускаемый аппарат отделится от перелётного модуля перед входом в атмосферу. Скорость спускаемого аппарата понижается путём последовательного использования аэродинамического торможения и парашютов. Полное торможение и мягкая посадка проводится посадочной платформой, которая оснащена ракетными двигателями с регулируемой тягой. После посадки марсоход по трапу съедет с посадочной платформы и начнёт свою шестимесячную программу исследований.
Россия отвечает за спускаемый аппарат, который доставит на планету посадочную платформу и марсоход. После съезда марсохода платформа начнёт работать как долгоживущая автономная научная станция. На её борту будет установлен комплекс научной аппаратуры для изучения состава и свойств поверхности Марса.
Правящий совет ЕКА, собравшийся в Париже 16-17 марта 2022 года, оценил ситуацию, возникшую из-за войны на Украине в отношении проекта ExoMars, и единогласно:
- признал невозможность осуществления текущего сотрудничества с Роскосмосом по миссии марсохода ExoMars с запуском в 2022 году и поручил генеральному директору ЕКА принять соответствующие меры для приостановления деятельности по сотрудничеству;
- уполномочил генерального директора ЕКА провести ускоренное промышленное исследование, чтобы лучше определить доступные варианты дальнейшего осуществления миссии ровера ExoMars[68].

Позже руководство ЕКА пришло к выводу, что перезапуск программы ранее 2028 года маловероятен.

### Выбор места посадки
Из предложенных в октябре 2014 года четырёх потенциальных мест посадки (хребет Арам, долина Гипанис, долина Маврт, плато Оксия) 28 марта 2018 года рабочая группа отобрала два места для дальнейшего изучения::
- плато Оксия[англ.]
- долина Маврт

Все места расположены немного севернее экватора. В обоих местах ранее присутствовала вода, что важно для поиска следов жизни.
Главное техническое ограничение — место посадки должно быть достаточно низко, чтобы дать возможность парашютам успеть затормозить спускаемый модуль. Также зона посадки (эллипс 120 х 19 км) не должна иметь опасных мест, таких как крутые склоны, рыхлый грунт, крупные скалы. Предстоит детально изучить места потенциальных посадок: картографировать распределение и размеры скал и кратеров, определить крутизну склонов, области рыхлого «песка», определить возможные маршруты марсохода (удаляясь до 5 км от точки посадки) и мест бурения для забора грунта.
Окончательное решение по месту посадки будет принято примерно за год до запуска спускаемого модуля.

### Посадочная платформа
Комплекс научной аппаратуры на посадочной платформе «ЭкзоМарс-2022» предназначен для выполнения следующих задач:
- фотосъёмка в месте посадки,
- долговременный мониторинг климата и атмосферные исследования,
- исследование распределения подповерхностной воды в месте посадки,
- круговорот летучих веществ между грунтом и атмосферой,
- мониторинг радиационной обстановки,
- исследования внутреннего строения Марса.

Для выполнения этих задач предназначен комплекс научной аппаратуры, в состав которого вошли:
- ТСПП/TSPP — 4 камеры для служебной и научной съёмки
- БИП/BIP — блок электроники для сбора научных данных и управления научной аппаратурой
- МТК (Метеокомплекс), включающий комплекс датчиков для измерений на спуске и собственно метеокомплекс с датчиками температуры, давления, ветра, влажности, пыли, освещенности, магнитного поля и микрофон для записи звуков Марса
- ФАСТ/FAST — Фурье-спектрометр для атмосферных исследований, включая регистрацию малых составляющих атмосферы (метан и т. д.), мониторинг температуры и аэрозолей, а также исследование минералогического состава поверхности
- М-ДЛС/M-DLS — многоканальный диодно-лазерный спектрометр для мониторинга химического и изотопного состава атмосферы
- РАТ-М/RAT-M — пассивный радиометр для измерения температуры поверхности до глубины 1 м
- АДРОН-ЭМ/ADRON-EM — нейтронный и гамма-спектрометр с блоком дозиметрии для исследования распределения воды в поверхностном слое грунта, элементного состава поверхности на глубине 0,5-1 м и дозиметрии
- СЭМ/SEM — широкополосный сейсмометр-гравиметр-наклономер[71]
- ПК/PK («Пылевой комплекс») — комплекс приборов для исследования пыли вблизи поверхности, включающий ударный датчик и нефелометр, а также электростатический детектор
- МГАК/MGAK — газовый хроматограф и масс-спектрометр для измерения малых составляющих атмосферы, инертных газов и их изотопных отношений
- МЕГРЭ/MAIGRET — магнитометр
- LARA (вклад ЕКА) — прибор для радиоэксперимента для исследований внутреннего строения Марса
- HABIT (вклад ЕКА) — прибор для эксперимента по изучению обитаемости Марса, нацеленный на поиск жидкой воды, исследований УФ-излучения и температуры

### Марсоход «Розалинд Франклин»
На марсоходе установлен комплекс научной аппаратуры «Пастер», в который входит два российских прибора: ИСЕМ и АДРОН-МР. Главная цель исследований с борта марсохода — непосредственное изучение поверхности и атмосферы Марса в окрестности района посадки, поиск соединений и веществ, которые могли бы свидетельствовать о возможном существовании на планете жизни.
Марсоход «Розалинд Франклин» — высокоавтоматизированный шестиколёсный вездеход, будет весить 270 кг, что примерно на 100 кг больше, чем «Mars Exploration Rover» НАСА. Также рассматривается уменьшенная версия весом 207 кг. Инструментарий будет состоять из 10 кг полезной нагрузки «Пастер», содержащей, среди других компонентов, 2-метровый подповерхностный бур.
Для борьбы с трудностями дистанционного управления из-за задержки во времени при связи с Землёй «Розалинд Франклин» будет иметь автономное программное обеспечение для навигации визуального ландшафта, со сжатым стерео-изображением, с установленных панорамных и инфракрасных камер на «мачте» марсохода. Для этого он создаст цифровые навигационные стереокарты с помощью пары камер, после чего автономно найдёт хорошую траекторию пути. Крупноплановые камеры будут использоваться для обеспечения безопасности и предотвращения столкновений, что позволит безопасно проходить около 100 метров в сутки. После мягкой посадки марсохода на поверхность Марса, Марсианский научный орбитальный аппарат будет работать как спутник-ретранслятор данных с марсохода.

#### Приборы марсохода
Марсоход «Розалинд Франклин» предназначен для автономной навигации по всей поверхности планеты. Пара стереокамер позволяют марсоходу создавать трёхмерные карты местности, которые он использует для оценки местности вокруг него чтобы избежать препятствия и искать наиболее эффективный маршрут движения.

##### Камеры
Панорамные камеры системы (PanCam) разработаны для обеспечения марсохода приборами для создания цифровой карты местности и для поиска биологической активности. Набор PanCam включает в себя две камеры с весьма широким углом обзора для мультиспектральных стереоскопических панорамных изображений, и цветную камеру высокого разрешения. PanCam будет оказывать поддержку другому оборудованию, а также использоваться для осмотра труднодоступных мест, таких как кратеры или каменные стены.

##### Бур
В составе марсохода есть 70-см бур, который позволяет работать с различными типами грунта, а также три наращиваемые штанги, каждая из которых позволяет увеличить глубину бурения примерно на 50 см. При помощи всех трёх наращиваемых штанг бур позволяет получать образцы породы с глубины до 2 метров.

##### Научное оборудование
- марсианский анализатор органических молекул;
- инфракрасный спектрометр с формированием изображения (MicrOmega ИК);
- марсианский дифрактометр рентгеновских лучей;
- почвенный радар;
- инфракрасный спектрометр внутри сверла[76]

## Ракета-носитель
Первоначально предполагалось, что НАСА предоставит две ракеты Атлас-5, так как было решено выполнить программу за два отдельных запуска.
После выхода НАСА из проекта и подписания договора между ЕКА и «Роскосмосом» было решено использовать две российские ракеты «Протон-М» с разгонным блоком «Бриз-М».

## Наземный комплекс для приема информации
Штатный образец российской наземной станции для приёма информации от аппаратов миссии «ЭкзоМарс-2016», разрабатываемый в ОКБ МЭИ, будет введен в строй в конце 2017 года. В приемный комплекс также войдут две наземные станции приёма информации с 64-метровыми антеннами: ТНА-1500 (в ЦКС «Медвежьи озёра») и ТНА-1500К (в Калязине).